# La romanziera e l'uomo nero
La romanziera e l'uomo nero (nota anche come La romanzesca e l'uomo nero) è unafarsa in un atto di Gaetano Donizetti. Domenico Gilardoni scrisse il libretto, basandosi, per alcuni critici, su L'homme noir (1820) di Eugène Scribe e Jean-Henri Dupin e Le coiffeur et le perruquier (1824) di Scribe, Edouard Mazères e Charles Nombret Saint-Laurent. Per altri, invece, e tra questi lo Zoppelli e il Giudici, la fonte del libretto è La donna dei romanzi, di Augusto Francesco Bon (1788/1858), commediografo veneto assai popolare ai suoi tempi. L'Opera fu composta nel 1831.

## Storia delle rappresentazioni
La prima dell'opera venne data il 18 giugno 1831 al Teatro del Fondo di Napoli ed ebbe poi una sola replica. Le parole e la musica delle arie sono pervenute a noi mentre i dialoghi sono andati perduti. La parte musicale dell'opera è stata rappresentata nel 1982 al Camden Festival ed a Fermo nel 1988. Nel novembre 2000 è stata rappresentata a Rovigo con dialoghi riscritti da Michelangelo Zurletti e tratti dal lavoro di Scribe su cui l'opera era basata.
Sull'opera, Ashbrook scrisse "La trama è una satira sul Romanticismo: nel rondo finale Antonina assicura il padre che rinuncerà a salici, cipressi, urne e ceneri, e si dedicherà ad occupazioni più appropriate, come cantare, ballare e andare all'opera. Egli ricorda inoltre che la canzonetta di Filidoro è una parodia della canzone del gondoliere dall'Otello di Rossini.

## Personaggi e interpreti
| Ruolo                                 | Voce         | Compagnia di canto della prima, 18 giugno 1831 |
| ------------------------------------- | ------------ | ---------------------------------------------- |
| Il conte                              | basso        | Gennaro Ambrosini                              |
| Antonina, sua figlia                  | soprano      | Luigia Boccabadati                             |
| Chiarina, sua nipote                  | mezzosoprano | Marietta Gioia-Tamburini                       |
| Fedele, spera di sposare Chiarina     | tenore       | Francesco Salvetti                             |
| Carlino, figlio di un amico del conte | tenore       | Lorenzo Lombardi                               |
| Filidoro, l'uomo nero                 | baritono     | Antonio Tamburini                              |
| Tommaso, suo zio                      | basso        | Gennaro Luzio                                  |
| Trappolina, governante di Antonina    | soprano      | Anna Manzi-Salvetti                            |
| Giappone, maggiordomo del conte       | basso        | Tauro                                          |
| Nicola, un servo                      | basso        |                                                |

## Elenco dei numeri musicali
| Scena | Descrizione  | Interprete                                                         | Primo rigo                                                                          |
| ----- | ------------ | ------------------------------------------------------------------ | ----------------------------------------------------------------------------------- |
| 1     | Introduzione | Giappone, Carlino, Il Conte, Fedele, Chiarina, Trappolina, Tommaso | "Vi prego, avanti avanti" ... "M'insulta, corbella!"                                |
| 2     | Cavatina     | Antonia, Tommaso, Trappolina                                       | "Oh Elodia solitaria"                                                               |
| 3     | Canzonetta   | Filidoro                                                           | "Non v'e maggio dolore"                                                             |
| 3     | Duetto       | Antonia, Filidoro                                                  | "Ciel! Fia ver? Mio Filidoro!" ... "Ahi la mia nascita" ... "Fuggir da queste mura" |
| 4     | Trio         | Tommaso, Chiarina, Fedele                                          | "Cinque sensi appena nato" ... "L'occhietto semi-chiuso"                            |
| 5     | Duetto       | Chiarina, Filidoro                                                 | "Che paura! Che paura!" ... "Ah! Ah! Ah! Ah!"                                       |
| 6     | Trio         | Nicola, Antonia, Tommaso/ Tommaso, Nicola, Trappolina              | "Fuggiam, fuggiam!" ... "Ei stresso! La mia vittima" ... "Destrieri infocati"       |
| 7     | Rondò finale | Antonia, Conte, Fedele, Carlino, Filidoro/ Filidoro, Antonia, All  | "Si, colpevole son io" ... "Lascio l'ombre ed I fantasmi"                           |

## Registrazioni
| Anno | Cast: (Antonia, Chiarina, Fedele, Carlino, Filidoro, Tommaso)                                                 | Direttore, Orchestra, Coro                                                                     | Etichetta                                                                                |
| ---- | --- | ---------------------------------------------------------------------------------------------- | ---------------------------------------------------------------------------------------- |
| 2000 | Elisabetta Scano, Adriana Cicogna, Bruce Ford, Paul Austin Kelly, Pietro Spagnoli, Bruno Praticò              | David Parry, Academy of Saint Martin in the Fields                                             | Audio CD: Opera Rara Cat: ORC19                                                          |
| 2000 | Patrizia Cigna, Claudia Marchi, Giovanni Gregnanin, Patrizio Saudelli, Alessandro Calamai, Gian Paolo Fiocchi | Franco Piva, Orchestra Filarmonica Veneta "G. F. Malipiero", Coro del Teatro Sociale di Rovigo | Audio CD: Bongiovanni Cat: GB 2287/88-2 (2 CDs) Registrazione live 25 e 26 novembre 2000 |